# Флавий Тимасий
Флавий Тимасий (лат. Flavius Timasius) — римский политический деятель второй половины IV века.
О происхождении Тимасия ничего неизвестно. В 378 году он принимал участие в сражении при Адрианополе, в котором римская армия потерпела сокрушительное поражение. Самому Тимасию удалось спастись. Император Феодосий I Великий назначил Тимасия магистром конницы в 386 году и магистром пехоты в 388 году. Во время своего пребывания на посту магистра придворной армии (386—395 годы), Тимасий был назначен ординарным консулом вместе с Флавием Промотом в 389 году. В 391 году он участвовал в походе Феодосия против варваров в Македонии. В том же году Феодосий практически разгромил этого противника, которые скрывались на римской территории, когда Тимасий сказал ему, что войска нуждаются в пище и отдыхе. В результате, римские солдаты, заснувшие от обильной еды и питья, были застигнуты врасплох и Феодосий чуть не попал в плен. Когда Феодосий вернулся в Константинополь, произошло столкновение между Тимасием и Промотом и могущественным Руфином. Феодосий принял сторону Руфина, который организовал смерть Промота. Также Тимасий сражался в битве на реке Фригид в 394 году против узурпатора Евгения в качестве командующего римской армии, но в сотрудничестве со Стилихоном. После победы он вернулся на Восток.
В 395 году Феодосий умер и его сын Аркадий занял трон Восточной империи. В следующем году Тимасий стал жертвой чисток военачальников Феодосия, организованных влиятельным евнухом Евтропием, чтобы избавиться от потенциальных противников. Евтропий вынудил Барга, сирийского торговца мясом, которого Тимасий привез из Сард и сделал трибуном, ложно обвинить Тимасия в государственной измене. В результате Тимасия судили и судья Сатурнин в 396 году приговорил его к изгнанию в оазис Харга в Ливийской пустыне. По всей видимости, Тимасий умер в ссылке или был убит при попытке к бегству.
Супругой Тимасия была Пентадия, а сыном — Сиагрий.